# Modautal
Modautal település Németországban, Hessen tartományban. Lakosainak száma 5114 fő (2023. december 31.). Modautal Groß-Bieberau, Ober-Ramstadt, Fischbachtal, Lindenfels, Lautertal, Seeheim-Jugenheim és Mühltal községekkel határos.

## Népesség
A település népességének változása:
| Lakosok száma | 4988 | 5050 | 5096 | 5073 | 5137 | 5114 |
|               | 2014 | 2017 | 2019 | 2021 | 2022 | 2023 |